# بايبر بيه إيه-18
بايبر بيه إيه-18  (بالإنجليزية: Piper PA-18)‏ هي طائرة خفيفة للأغراض العامة، بمقعدين. أنتجت في 1949 بالولايات المتحدة. من صناعة بايبر للطائرات. كان أول طيران لها في 1949. ومازالت في الخدمة حتى الآن. صنع منها 15000 طائرة.